# Helmert-Ellipsoid
Die von Friedrich Robert Helmert 1906 ermittelten Dimensionen des Erdellipsoids betragen:
Große Halbachse a = 6 378 200,0 Meter; Erdabplattung f = 1 : 298,3
Diese Werte ermittelte Helmert aufgrund seiner Potentialtheorien aus einem Datenmaterial, das nur einen Teil der Kontinente umfasste. Sie wurden von anderen Wissenschaftern erst 50 Jahre später in ihrer Genauigkeit erreicht oder übertroffen (die heutigen Werte sind 6 378 137 m und 1 : 298,25) und belegen seinen der Zeit weit vorauseilenden Sinn für geophysikalische Einflüsse auf das Erdschwerefeld.
Der 1970 verstorbene Geodät und Lehrbuchautor Karl Ledersteger hält zwei Sachverhalte für den Grund dieser (noch bis 1924¹) angezweifelten Leistung: einerseits die aus reicher Erfahrung Helmerts resultierende wissenschaftliche Intuition, andererseits die geglückte Abschätzung eines störenden Einflusses auf die topografische Reduktion von Schweredaten, der später indirekter Effekt genannt wurde. Wissenschaftshistorisch möglich wäre auch, dass erste Gedanken Helmerts zur Isostasie (Massenausgleich unter der Erdkruste) eine Rolle spielten.
¹) Anmerkung: 1924 beschloss die IUGG als verbindliche Erdfigur das Hayford-Ellipsoid. Einige Jahre später als jenes von Helmert ermittelt, weicht es mit seinen Parametern 6 378 388 m und 1:297 wesentlich stärker vom heutigen GRS80 ab.